# Беннетт, Роберт Расселл
Бе́ннетт Ро́берт Ра́сселл (Robert Russell Bennett, 15 июня 1894[…], Канзас-Сити, Миссури — 18 августа 1981[…], Нью-Йорк, Нью-Йорк) — американский аранжировщик и композитор, один из главных аранжировщиков бродвейских мюзиклов и голливудских музыкальных комедий со 2-й половины 1920-х до конца 1950-х годов.

## Краткий очерк биографии и творчества
Отец и мать Беннетта были профессиональными музыкантами, отец научил его играть на скрипке и трубе, мать — на фортепиано. Уроки гармонии и контрапункта брал у Карла Буша в Канзас-Сити. Начиная с 1920-х годов обслуживал композиторов, которые зачастую не имели достаточного опыта, чтобы придать своим находкам (красивым мелодиям и гармоническим оборотам) блестящий привлекательный вид законченного сочинения. Среди композиторов, сочинения которых «доводил до ума» Беннетт, Джером Керн («Плавучий театр», 1927), Джордж Гершвин («Of Thee I sing», 1931), Кол Портер («Anything goes», 1934), Ирвинг Берлин («Annie get your gun», 1946), Фредерик Лоу (совместно с Ф. Лангом — «Моя прекрасная леди», 1956), Ричард Роджерс («Оклахома!», 1943). Аранжировки Беннетта для этих мюзиклов позднее использовались для их голливудских экранизаций.
Автор многих сочинений для симфонического оркестра («Сюита старых американских танцев», 1950), духового оркестра («Симфонические песни», 1957), музыкального театра, камерной музыки, эстрадных песен. Оркестровая сюита на музыку «Порги и Бесс» Гершвина, написанная Беннеттом в 1942 г., относится к числу самых популярных сюит из этой оперы. В поздние годы Беннетт написал книгу «Instrumentally speaking» (1975), посвящённую искусству оркестровки.
Удостоен двух национальных премий «Тони» (1957 и 2008).